# Tovkaci, Snovsk
Tovkaci (în ucraineană Товкачі) este un sat în comuna Tîhonovîci din raionul Snovsk, regiunea Cernihiv, Ucraina.

## Demografie
Componența lingvistică a localității Tovkaci
     Ucraineană (100%)
Conform recensământului din 2001, toată populația localității Tovkaci era vorbitoare de ucraineană (100%).